# Ільницький Микола Миколайович
Мико́ла Микола́йович Ільни́цький (нар. 23 вересня 1934, с. Ільник, нині — Турківська міська громада Самбірського району Львівської області) — український літературознавець, критик, поет, перекладач. Член-кореспондент Національної академії наук України, доктор філологічних наук, професор, професор-консультант кафедри теорії літератури та порівняльного літературознавства Львівського національного університету імені Івана Франка, провідний науковий співробітник відділу української літератури Інституту українознавства ім. І. Крип'якевича НАН України, член Національної спілки письменників України, дійсний член Наукового товариства імені Шевченка, заслужений професор Львівського університету.

## Загальна характеристика діяльності
Микола Ільницький – один із найавторитетніших літературознавців-україністів сучасности, який упродовж десятиліть послідовно розгортав обґрунтовані літературно-критичні та наукові візії українського письменства ХІХ–ХХІ століть. Це проникливий дослідник, вдумливий інтерпретатор і мікроаналітик художнього твору, майстер уважного читання (close reading). Водночас це автор, який любить виходити на ширші обрії – до інших національних культур, до інших мистецтв, автор, якого завжди приваблювали компаративістика, контактологія та діалог текстів.
У радянські часи Микола Ільницький був одним із найактивніших українських літературних критиків, аналітиків тогочасного літературного процесу, в той час опублікував у книжковому форматі низку монографій про шістдесятників. Був активним учасником різних всеукраїнських і всесоюзних літературних форумів, а коли Україна стала незалежною – міжнародних літературознавчих конференцій. У складні часи 1970-х років він мав репутацію «естетствующого» критика. Наприкінці 1980-х – на початку 1990-х Микола Ільницький одним із перших почав актуалізовувати й осмислювати літературу українського модернізму початку ХХ ст., міжвоєнного і повоєнного періодів. 
Велику частину свого життя Микола Ільницький провів у журналі «Дзвін» (до 1990 р. – «Жовтень») – спершу як завідувач відділу критики, а потім як заступник відповідального редактора. Від 1990 року працював у Інституті українознавства ім. І. Крип’якевича НАН України – спершу довгі роки завідував відділом української літератури, відтак на посаді провідного наукового співробітника. Інтелектуальна біографія Миколи Ільницького крайніх чверть століття пов'язана з Львівським університетом, в якому, зокрема у 2001–2017 роках, він завідував кафедрою теорії літератури та порівняльного літературознавства (від 2022 р. є професором-консультантом кафедри). Від часу створення кафедра є важливим філологічним і, ширше, гуманітарним осередком у Львові, а її співробітники мають активну міжнародну і міждисциплінарну співпрацю.
Микола Ільницький – це своєрідний міст між академічний світом та літературним процесом. До академічного літературознавства він прийшов через літературну критику та живий інтерес до творів літератури. Перебуваючи в академічному літературознавстві, він намагається його оживити цікавими сюжетами, несподіваними прочитаннями текстів, теоретичними ідеями.
Доробок Миколи Ільницького налічує кілька десятків літературознавчих книжок; тисячі статей, есеїв та рецензій; кілька збірок оригінальної поезії та поетичних перекладів з європейських та східних літератур; публікації фольклорних записів; упорядкування, передмови і примітки до низки видань творів українських письменників. 

## Біографія
- Народився 23 вересня 1934 в селі Ільник (нині — Турківська міська громада Самбірського району Львівської області);
- Студент Дрогобицького педагогічного інституту імені Івана Франка (тепер — Дрогобицький державний педагогічний університет імені Івана Франка) (1953—1957);
- Літературний працівник дрогобицької обласної газети «Радянське слово» (1957—1959);
- Завідувач відділу львівської обласної газети «Ленінська молодь» (пізніша назва газети — «Молода Галичина») (1959—1963);
- Літературний працівник львівської обласної газети «Вільна Україна» (1963—1964);
- Завідувач відділу критики (1964—1980) журналу «Жовтень» (тепер — «Дзвін»);
- Член Спілки письменників УРСР (тепер — Національна спілка письменників України (1967–дотепер);
- Кандидат філологічних наук (1973; тема дисертації: «Творчість Михайла Яцкова в контексті ідейно-естетичної боротьби в українській літературі початку XX століття»);
- Заступник головного редактора (1980—1990) журналу «Жовтень» (тепер — «Дзвін»);
- Доктор філологічних наук (1984; тема дисертації: «Сучасна українська радянська поезія: літературний процес і еволюція образності»);
- Обраний віцепрезидентом бюро комітету Республіканської асоціації українознавців (1989);
- Дійсний член Наукового товариства імені Шевченка (1989);
- Завідувач відновленого відділу української літератури Інституту суспільних наук АН УРСР (тепер — Інститут українознавства імені І. Крип'якевича НАН України (1990—2009), провідний науковий співробітник відділу (2009 — дотепер);
- Професор кафедри української літератури ім. акад. М. Возняка Львівського національного університету імені Івана Франка (1994—2001);
- Завідувач (2001—2017), професор (2017—2022), професор-консультант (2022–дотепер) кафедри теорії літератури та порівняльного літературознавства Львівського національного університету імені Івана Франка;
- Член-кореспондент Національної академії наук України (2003).

## Літературознавчі праці

### Окремі видання

Книга М. Ільницького Богдан-Ігор Антонич: Нарис життя і творчості (Київ, 1991)

- Барви і тони поетичного слова: Літературно-критичний нарис. — Київ: Радянський письменник, 1967. — 118 с.
- Таємниці музи: [Літературно-критичні статті]. — Київ: Молодь, 1971. — 105 с.
- Енергія слова: Літературно-критичні статті. — Київ: Радянський письменник, 1978. — 242 с.
- На вістрі серця і пера: (Про спадкоємність художніх ідей і новаторство в сучасній українській поезії). — Київ: Дніпро, 1980. — 263 с.

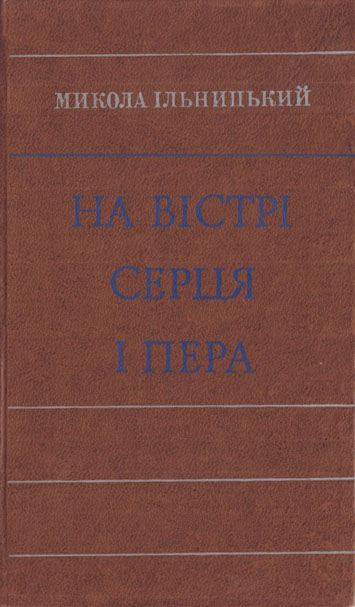
Книга М. Ільницького На вістрі серця і пера (Про спадкоємність художніх ідей і новаторство в сучасній українській радянській поезії) (Київ, 1980)

- На спокій права не дано: Поезія Бориса Олійника: (Літературно-критичний нарис). — Київ: Молодь, 1980. — 112 с.
- Безперервність руху: Літературно-критичні статті. — Київ: Радянський письменник, 1983. — 232 с.
- Багатогранність єдності: Проблемно-стильові тенденції української радянської поезії. — Київ: Дніпро, 1984. — 240 с.
- От поколения к поколению: Литературно-критические очерки и портреты / Перевод с украинского И. Карабутенко. — Москва: Советский писатель, 1984. — 288 с.
- Дмитро Павличко: Нарис творчості. — Київ: Дніпро, 1985. — 189 с.
- Іван Драч: Нарис творчості. — Київ: Радянський письменник, 1986. — 221 с.
- Сучасна молода українська поезія. — Київ: Т-во «Знання» УРСР, 1987. — 48 с.
- У вимірах часу: Літературно-критичні статті. — Київ: Радянський письменник, 1988. — 227 с.

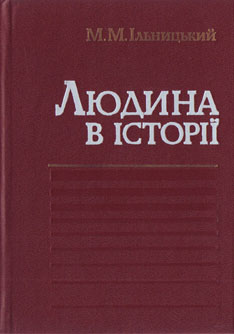
Книга М. Ільницького Людина в історії (Сучасний український історичний роман) (Київ, 1989)

- Людина в історії: (Сучасний український історичний роман). — Київ: Дніпро, 1989. — 356 с.
- Богдан-Ігор Антонич: Нарис життя і творчості. — Київ: Радянський письменник, 1991. — 207 с. [Архівовано 3 березня 2014 у Wayback Machine.]

- Західноукраїнська і емігрантська поезія 20-30-х років. — Київ: Т-во «Знання» України, 1992. — 48 с. [Архівовано 3 березня 2014 у Wayback Machine.]
- Література українського відродження: Напрями і течії в українській літературі 20-х — поч. 30-х рр. XX ст. — Львів: Львів. обл. наук.-метод. ін-т освіти, 1994. — 72 с. [Архівовано 3 березня 2014 у Wayback Machine.]
- Від «Молодої Музи» до «Празької школи» / НАН України, Ін-т українознавства ім. І. Крип'якевича; Львів. обл. наук. метод. ін-т освіти. — Львів, 1995. — 318 с. [Архівовано 3 березня 2014 у Wayback Machine.]
- Українська повоєнна еміграційна поезія / Львів. обл. наук.-метод. ін-т освіти; Ін-т українознавства ім. І. Крип'якевича НАН України. — Львів, 1995. — 116 с. [Архівовано 3 березня 2014 у Wayback Machine.]
- Критики і критерії: Літературно-критична думка в Західній Україні 20-30-х рр. XX ст. — Львів: Вид-во наук.-техн. літератури, 1998. — 148 с. [Архівовано 3 березня 2014 у Wayback Machine.]
- Драма без катарсису: Сторінки літературного життя Львова першої половини XX століття: у 2 кн. Кн. 1. — Львів: Вид-во «Місіонер», 1999. — 212 с. [Архівовано 3 березня 2014 у Wayback Machine.]
- Ключем метафори відімкнені вуста… Поезія Ігоря Калинця. — Париж; Львів; Цвікау: «Зерна», 2001. — 189 с. [Архівовано 3 березня 2014 у Wayback Machine.]
- Драма без катарсису: Сторінки літературного життя Львова другої половини XX століття. Кн. 2 / НАН України. Інститут українознавства ім. І. Крип'якевича. — Львів, 2003. — 256 с. [Архівовано 3 березня 2014 у Wayback Machine.]
- У фокусі віддзеркалень: Статті. Портрети. Спогади / Львівський національний університет імені Івана Франка. — Львів, 2005. — 552 с. [Архівовано 3 березня 2014 у Wayback Machine.]
- Порівняльне літературознавство. Навчальний посібник: У 2 ч. / Ільницький Микола, Будний Василь. — Львів: Видавничий центр Львівського національного університету імені Івана Франка, 2007. — Частина І: Лекційний курс. — 280 с.; Частина ІІ: Практичні заняття. — 144 с.
- Порівняльне літературознавство: Підручник / Будний Василь, Ільницький Микола. — Київ: Видавничий дім «Києво-Могилянська акамедія», 2008. — 430 с. [Архівовано 3 березня 2014 у Wayback Machine.]
- На перехрестях віку: У трьох книгах. — Київ: Видавничий дім «Києво-Могилянська акамедія», 2008—2009. — Кн. І. 2008. — 838 с.; Кн. ІІ. 2008. — 703 с.; Кн. ІІІ. 2009. — 902 с. [Архівовано 3 березня 2014 у Wayback Machine.]
- Три формули мого осягнення Антонича. — Львів: Центр гуманітарних досліджень; Київ: Смолоскип, 2011. — 56 с. — («Університетські діалоги»; № 10). [Архівовано 3 березня 2014 у Wayback Machine.]
- Знаки доби і грані таланту. — Київ: ТОВ «Видавництво „Кліо“», 2014. — 432 с. [Архівовано 3 вересня 2014 у Wayback Machine.]
- Й.-В. Ґете й І. Франко: антиномія природи і духу / Вступне слово Михайла Шалати. — Дрогобич: Коло, 2014. — 60 с. — (Серія: Doctor Honoris Causa) [Архівовано 19 лютого 2015 у Wayback Machine.]
- Розвиток літературознавчої науки в Західній Україні й еміграції у ХХ столітті // Бібліотечка «Дивослова». — 2015. — № 1. — 64 с. [Архівовано 7 квітня 2016 у Wayback Machine.]
- Українська літературознавча думка ХХ століття (Західна Україна, еміграція): навчальний посібник. — Львів: ЛНУ імені Івана Франка, 2015. — 352 с. [Архівовано 5 березня 2016 у Wayback Machine.]
- Формули осягання Антонича. — Львів: ЛА «Піраміда», 2015. — 236 с. [Архівовано 7 січня 2016 у Wayback Machine.]
- Маркіян Шашкевич: інтерпретації, паралелі / Упорядник Данило Ільницький; Інститут українознавства ім. І. Крип'якевича НАН України. Шашкевичівська комісія. — Львів, 2019. — 96 с., іл. — (Бібліотека Шашкевичіани. Нова серія; № 13 (18)).
- Читаючи, перечитуючи… Літературознавчі статті, портрети, роздуми. — Тернопіль: Навчальна книга — Богдан, 2019. — 320 с. [Архівовано 26 жовтня 2021 у Wayback Machine.]
  - Рецензії на видання «Читаючи, перечитуючи…»:
    - Ярослав Поліщук. Від Шевченка до Неборака // РІЧ: тексти й візії. 07/11/2021 [Архівовано 10 квітня 2022 у Wayback Machine.]
    - Ярослав Поліщук. Потреба перечитування // Київ. 2021. № 11-12.
    - Ігор Котик. Досвід перечитування удосвіта // Zbruč. 13.11.2021 [Архівовано 18 листопада 2021 у Wayback Machine.]
    - Надія Косаревич. Ризома Миколи Ільницького: літературознавчі есеї про постаті відомі, Лиса Микиту і дерева // Особистий блог Надії Косаревич (nadiyakozlovska.medium.com). 19.11.2021 [Архівовано 22 листопада 2021 у Wayback Machine.].
    - В'ячеслав Левицький. «Чорні лебеді» літератури і їхня чарівність // Буквоїд. 29.11.2021 [Архівовано 29 листопада 2021 у Wayback Machine.].
    - «Читаючи, перечитуючи…» Миколу Ільницького: обговорення в Інституті Івана Франка НАН України // Українська літературна газета. 08.12.2021 [Архівовано 12 грудня 2021 у Wayback Machine.]
    - Людмила Грицик. Тексти і контексти Миколи Ільницького // Українська літературна газета. 04.01.2022 [Архівовано 11 січня 2022 у Wayback Machine.]
- Формули осягання Яцкова. — Львів: ЛА «Піраміда», 2021. — 168 с. — (Приватна колекція).
- Іван Франко: антиномія природи і духу: розвідки, інтерпретації / Передмова Ярослави Мельник. — Львів: Видавництво «Апріорі», 2023. — 264 с.. — (Серія «Споконвічна мудрість»).

### Автореферати дисертацій
- Творчество Михаила Яцкова в контексте идейно-эстетической борьбы в украинской литературе начала XX века: Автореф. дис. … канд. филол. наук / АН УССР. Ин-т литературы им Т. Г. Шевченко. — Киев, 1973. — 22 с.
- Современная украинская советская поэзия: Литературный процесс и эволюция образности: Автореф. дис. … докт. филол. наук / АН УССР. Ин-т литературы им. Т. Г. Шевченко. — Киев, 1983. — 32 с.

### Упорядкування, передмови, примітки
- Яцков М. Избранные новеллы / Перевод с украинского Г. Абрамова и С. Князевой; Вступительная статья и составление. Н. Ильницкого. — Москва: Художественная литература, 1973. — 192 с.
- Народні пісні в записах Михайла Яцкова / Упорядкув.: О. І. Дея, М. М. Ільницького; Вступ. стаття і приміт. М. Ільницького. — Київ: Муз. Україна, 1983. — 111 с.
- Яцків М. Новели // Упорядкув. і вступ. стаття М. Ільницького. — Львів: Каменяр, 1985. — 199 с.
- Яцків М. Муза на чорному коні: Оповідання і новели. Спогади і статті / Упорядкув., передм. і приміт. М. Ільницького. — Київ: Дніпро, 1989. — 847 с.
- Весни розспіваної князь. Слово про Антонича: Статті. Есе. Спогади. Листи. Поезії / Упорядники: М. Ільницький, Р. Лубківський. — Львів: Каменяр, 1989. — 430 с.
- Лепкий Б. Поезії / Упорядкув., вступ. стаття і приміт. М. Ільницького. — Київ: Рад. письменник, 1990. — 383 с. [Архівовано 24 вересня 2015 у Wayback Machine.]
- Лепкий Б. Вибране / Упорядкув., передм. М. Ільницького. — Львів: Світ, 1990. — 183 с.
- Лепкий Б. Твори: В 2 т. / Упорядкув., передм. і приміт. М. Ільницького. — Київ: Дніпро, 1991. — Т. 1 — 862 с.; Т. 2 — 719 с. [Архівовано 3 березня 2014 у Wayback Machine.]
- Розсипані перли: Поети «Молодої Музи»: Антологія / Упорядкув., передм. та приміт. М. Ільницького. — Київ: Дніпро, 1991. — 710 с. [Архівовано 24 вересня 2015 у Wayback Machine.]
- Симоненко В. Півні на рушниках: Оповідання. Щоденник / Упоряд., автор передм. М. Ільницький. — Львів: Каменяр, 1992. — 88 с. [Архівовано 3 березня 2014 у Wayback Machine.]
- Крушельницький І. Поезії / Упорядкув., передм., приміт. М. Ільницького. — Київ: Український письменник, 1993. — 206 с. [Архівовано 3 березня 2014 у Wayback Machine.]
- Опільський Юліян. Твори: У 4 т. / Упорядкув., передм. М. Ільницького. — Львів: Каменяр, 1994—2000. — Т. 1. 1994. — 423 с.; Т. 2. 1994. — 352 с.; Т. 3. 2000. — 480 с.; Т. 4. 2005. — 584 с. [Архівовано 3 березня 2014 у Wayback Machine.]
- Гординський С. Колір і ритми: Поезії, переклади / Упорядкув., передм. М. Ільницького. — Київ: Час, 1997. — 408 с. [Архівовано 3 березня 2014 у Wayback Machine.]
- Антонич Б.-І. Знак Лева = Antonycz Bohdan Ihor. Znak Lwa: Твори Б.-І. Антонича українською і польською мовами / Упорядкув., передм. М. Ільницького. — Львів: Каменяр, 1998. — 253 с. [Архівовано 23 жовтня 2019 у Wayback Machine.]
- Білецький Л. Основи української літературно-наукової критики / Упорядкув., передм., приміт. М. Ільницького. — Київ: Либідь, 1998. — 408 с. [Архівовано 3 березня 2014 у Wayback Machine.]
- Над рікою часу: Західноукраїнська поезія 20-30-х років: Антологія / Упорядкув., передм., приміт. М. Ільницького. — Харків: Фоліо, 1999. — 639 с. [Архівовано 24 вересня 2015 у Wayback Machine.]
- Франко І. Зів'яле листя: Лірична драма = Franko I. Zwiedle liscie: Dramat liryczny = Франко И. Увядшие листья: Лирическая драма: Збірка І. Франка «Зів'яле листя» українською, польською та російською мовами / Упорядкув. і вступ. стаття М. Ільницького; Пер. пол. мовою К. Ф. Ангельської; Пер. рос. мовою А. А. Ахматової. — Львів: Каменяр, 2003. — 183 с.
- Поети «Молодої Музи» / Упорядник, автор передмови та наукового апарату М. Ільницький. — Київ: Дніпро, 2006. — 672 с. [Архівовано 3 березня 2014 у Wayback Machine.]
- Поети Празької школи: Срібні сурми. Антологія / Упорядкування, передмова та літературні сильвети М. Ільницького. — Київ: Смолоскип, 2009. — 916 с. [Архівовано 3 березня 2014 у Wayback Machine.]
- Іван Франко у критиці: західноукраїнська рецепція 20-30-х років ХХ ст. / Упорядник і автор вступного слова М. Ільницький. — Львів: Видавничий центр ЛНУ імені Івана Франка, 2010. — 432 с. [Архівовано 3 березня 2014 у Wayback Machine.]
- Йоганн-Вольфґанґ Ґете. Райнеке-Лис; Іван Франко. Лис Микита / Упорядник і автор передмови Микола Ільницький; Художник Едвард Козак; Ілюстрував Вільгельм фон Каульбах. — Львів: Апріорі, 2019. — 340 с.: іл. [Архівовано 26 жовтня 2021 у Wayback Machine.]

### Передмови і післямови
- Яцків М. Вибрані твори / Вступна стаття і примітки М. Ільницького; Портрет роботи художника В. Зарецького. — Київ: Видавництво художньої літератури «Дніпро», 1973. — 454 с.
- Матіїв-Мельник М. Твори / Ред., авт. передм. М. Ільницький; Упоряд. і авт. приміт. В. Курищук / Наук. т-во ім. Шевченка у Львові. — Львів, 1995. — 642 с.
- Антонич Б. І. Три перстені / Передмова Миколи Ільницького; Упорядкування, підготовка текстів, наукове та літературне редагування, пошук архівних матеріалів Данила Ільницького; Художнє оформлення, макет, комп'ютерна верстка, художнє фото та фотокопіювання архівних матеріалів Романи Романишин та Андрія Лесіва. — Львів: Літопис, 2008. — 128 с.
- Антонич Б. І. Повне зібрання творів / Передмова Миколи Ільницького; Упорядкування і коментарі Данила Ільницького. — Львів: Літопис, 2009. — 968 с. + 32 с. ілюстр.
- Яцків М. Блискавиці. Горлиця. Новели / Передмова Ірини Борисюк; Післямова Миколи Ільницького.  Київ: Віхола, 2024. — 304 с. — (Серія «Неканонічний канон»).

### Розділи у колективних монографіях
- Франко та Ґете: діалог культур і традицій // Письменство Галичини в міжкультурній взаємодії / за редакцією Тимофія Гавриліва; Інститут українознавства ім. І. Крип'якевича НАН України. — Львів: ВНТЛ-Класика, 2015. — С. 13-43 [Архівовано 5 квітня 2016 у Wayback Machine.]
- Життєві і творчі дороги Петра Карманського // Стратегії мемуарної та мандрівної літератур західноукраїнських письменників другої половини ХІХ — першої половини ХХ століття / відп. ред. Тарас Пастух; Національна академія наук України, Інститут українознавства ім. І. Крип'якевича. — Львів, 2020. — С. 265—290.

## Поетичні збірки
- Земні артерії: (Поезії). — Львів: Каменяр, 1965. — 31 с.
- Мозаїка доріг: Поезії. — Львів: Каменяр, 1980. — 86 с.
- За роком рік: Поезії. — Київ: Молодь, 1988. — 128 с.
- Вересневі відлуння: Поезії. Переклади. — Київ: Видавничий дім «Києво-Могилянська академія», 2011. — 230 с. [Архівовано 3 березня 2014 у Wayback Machine.]
- Поезія. — Львів: Каменяр, 2016. — 44 с.; іл. — (25 улюблених віршів). [Архівовано 26 лютого 2017 у Wayback Machine.]

## Переклади
- Румі: Поезії. З фарсі / Упорядкування, переклад, передмова «Співець людяності» М. Ільницького, Я. Полотнюка. — Київ: Дніпро, 1983. — 111 с.
- Бгагавадгіта (Божественна пісня): З санскриту / Пер. та приміт. М. Ільницького; Передм. «Повна вогню промова Бгагавадгіти» Г. Дідківської; Худож. оформлення В. Сави. — Париж; Львів; Цвікау: «Зерна», 1999. — 101 с. (передруковано у виданні: Вересневі відлуння: Поезії. Переклади. — Київ: Видавничий дім «Києво-Могилянська академія», 2011. — С. 163—220). [Архівовано 3 березня 2014 у Wayback Machine.]
- Вибрані переклади: Й. В. Ґете. Вечірня пісня митця; Р. М. Рільке. Осінній день; П. Верлен. Осіння пісня; Сааді. Притча про мандрівця і шаха // Всесвіт. — 2014. — № 7/8. — С. 31-41.
- Сааді Ширазі. Бустан: поема / Переклав Микола Ільницький; Наукова підготовка тексту, передмова, примітки та коментарі Романа Гамади. — Тернопіль: Навчальна книга — Богдан, 2016. — 528 с. — (Серія «Скарби Сходу»). [Архівовано 19 жовтня 2016 у Wayback Machine.]
- Сааді Ширазі. Ґулістан (Трояндовий сад): поема / Переклад з перської, передмова та коментарі Романа Гамади; Вірші переклав Микола Ільницький — Тернопіль: Навчальна книга — Богдан, 2016. — 368 с. — (Серія «Скарби Сходу»). [Архівовано 19 жовтня 2016 у Wayback Machine.]
- Абулькасим Фірдоусі. Шах-наме: розділи з поеми. Книга 1 / Переклав Микола Ільницький; Наукова підготовка тексту Романа Гамади; Ілюстрації підготувала Надія Вишневська. — Тернопіль: Навчальна книга — Богдан, 2017. — 224 с. — (Серія «Скарби Сходу»). [Архівовано 22 вересня 2017 у Wayback Machine.]
- Абулькасим Фірдоусі. Шах-наме: розділи з поеми. Книга 2 / Переклав Микола Ільницький; Наукова підготовка тексту, примітки Романа Гамади, Надії Вишневської. — Тернопіль: Навчальна книга — Богдан, 2018. — 224 с. — (Серія «Скарби Сходу»). [Архівовано 26 жовтня 2021 у Wayback Machine.]
- Абулькасим Фірдоусі. Шах-наме: розділи з поеми. Книга 3 / Переклав Микола Ільницький; Наукова підготовка тексту та коментарі Надії Вишневської. — Тернопіль: Навчальна книга — Богдан, 2019. — 304 с. — (Серія «Скарби Сходу»). [Архівовано 26 жовтня 2021 у Wayback Machine.]
- Бгаґавад-Ґіта (Пісня Бога). З санскриту / Переклад, коментарі, передмова Миколи Ільницького; Передмова Олесі Кіхтяк. — Львів: Апріорі, 2019. — 140 с. [Архівовано 26 жовтня 2021 у Wayback Machine.]
- Абулькасим Фірдоусі. Шах-наме: розділи з поеми. Книга 4 / Переклав Микола Ільницький; Наукова підготовка тексту та коментарі Надії Вишневської. — Тернопіль: Навчальна книга — Богдан, 2021. — 224 с. — (Серія «Скарби Сходу»). [Архівовано 26 жовтня 2021 у Wayback Machine.]
- Джалаледдін Румі. Лірика. Притчі. Газелі. Рубаї / Переклад з фарсі, упорядкування, передмова, примітки Миколи Ільницького і Яреми Полотнюка. Вид. друге, доповнене. Львів: Видавництво «Апріорі», 2024. 160 с.

## Фольклорні записи і публікації
- Ой зацвіла черемшина: Народні пісні з голосу Ганни Ільницької / Запис текстів, упорядкув., вступ стаття М. Ільницького; Запис і характеристика мелодій І. Майчика. — Київ: Музична Україна, 1981. — 62 с.

## Відеозаписи з Миколою Ільницьким
- «Мій Франко» з Миколою Ільницьким (Дім Франка — Музей Івана Франка у Львові, 27.02.2020)
- Микола Ільницький у науково-просвітницькій програмі «Навіщо поет?» (Дім Франка — Музей Івана Франка у Львові, 2022)

## Інтерв'ю з Миколою Ільницьким
- Брюховецький В. «Не заглушити тої пісні гени!»: [Розмова з М. Ільницьким] // Брюховецький В. Силове поле критики: Літ.-крит. статті. — Київ: 1984. — С. 62-74.
- Таран Л. До самого смерку: [Розмова з Миколою Ільницьким] // Таран Л. Гороскоп на вчора і на завтра: [Книжка інтерв'ю]. — Київ: Вид-во «Рада», 1995. — С. 71-92.
- «Не я цікавився літературою, а література мною…»: Розмова Данила Ільницького з Миколою Ільницьким. — Кур'єр Кривбасу. — 2009. — № 238–239, вересень-жовтень. — С. 4-16.
- Жук О. Антонич був котом і жив собі у мушлі: Інтерв'ю з Миколою Ільницьким // Україна молода. — 2009. — № 183 (3704), субота, 3 жовтня. — С. 8-9. [Архівовано 4 березня 2014 у Wayback Machine.]
- Писати у своїх внутрішніх вимірах: розмова Ніни Бічуї з Миколою Ільницьким // Дзвін. — 2014. — № 9. — С. 122—124.

## Про Миколу Ільницького

### Автобіографія
- Ільницький М. Замість «Curriculum vitae» // Україна: культурна спадщина, національна свідомість, державність: ювілейний збірник на пошану члена-кореспондента НАН України Миколи Ільницького / упорядник В. Горинь ; НАН України, Інститут українознавства ім. І. Крип'якевича. — Львів, 2004. — Вип. 12. — С. 52-68.
- Ільницький М. Замість «curriculum vitae» // Микола Ільницький / Упорядкування Василя Будного. — Львів: Львівський національний університет імені Івана Франка, 2011. — C. 3-22. — (Серія «Слово про вченого» ; Вип. 2).

### В енциклопедіях, довідкових виданнях
- Ільницький Микола Миколайович // Хто є хто на Львівщині. Видатні земляки: Довідково-біографічне видання. — Київ, 2003. — Випуск 1. — С. 118—119.

### Книжки
- Микола Ільницький / Упорядкування Василя Будного. — Львів: Львівський національний університет імені Івана Франка, 2011. — 576 с. : іл., порт. — (Серія «Слово про вченого» ; вип. 2). [Архівовано 3 березня 2014 у Wayback Machine.]

### Збірники
- Україна: культурна спадщина, національна свідомість, державність : ювілейний збірник на пошану члена-кореспондента НАН України Миколи Ільницького / упорядник В. Горинь; НАН України, Інститут українознавства ім. І. Крип'якевича. — Львів, 2004. — Вип. 12. — 768 с. [Архівовано 3 березня 2014 у Wayback Machine.]
  - Scripta manent
    - Тихолоз Б. Насолода осягання: на берегах літературно-критичної одіссеї Миколи Ільницького. — С. 5-30.
    - Шалата М. Без нього літпроцес не мислиться. — С. 31-51.
    - Ільницький М. Замість «Curriculum vitae». — С. 52-68.

  - Інтерв'ю, сильветки
    - Брюховецький В. «Не заглушити тої пісні…». — С. 69-84.
    - Таран Л. До самого смерку. — С. 85-100.
    - Панченко В. Осмислювач. — С. 101—104.
    - Денисюк І. Індивідуальність критика. — С. 105—110.
    - Кудлик Р. Цілісність. — С. 111—121.
    - Бічуя Н. По сей бік потоку… — С. 122—127.
- Парадигма. — Вип. 5: Збірник наукових праць на пошану Миколи Ільницького. — Львів: Інститут українознавства ім. І. Крип'якевича НАН України, 2010. — 240 с.

### Статті
- Будний В. Поліфонія критичного слова // Микола Ільницький: біобібліографічний покажчик / Львівський національний університет імені Івана Франка, Наукова бібліотека; Укладач Луїза Ільницька. — Львів, 2004. — С. 5-25. — («Українська біобібліографія». Нова серія; Чис. 16. Біобібліографія вчених університету)[недоступне посилання з травня 2019].
- Дзюба І. Микола Ільницький: діапазон зацікавлень і коректність інтерпретацій // Ільницький М. На перехрестях віку: У трьох книгах. — Київ: Видавничий дім «Києво-Могилянська акамедія», 2008. — Кн. І. — С. 3-16.
- Панченко В. Дослідницькі домінанти Миколи Ільницького // Ільницький М. Знаки доби і грані таланту. — Київ: ТОВ «Видавництво „Кліо“», 2014. — С. 5-10.
- Будний В. На перехрестях літературної критики, історіографії та компаративістики. Миколі Ільницькому — 80! // Всесвіт. — 2014. — № 7/8. — С. 218—222.
- Чопик Р. З вікон літературознавчого дому // Літературна Україна. — 2014. — № 35, 18 вересня. — С. 6.
- Гаврилів Т. Знаки і грані // ЛітАкцент. — 2014. — 25 вересня. [Архівовано 7 жовтня 2014 у Wayback Machine.]
- Пастух Б. Література як пристрасть на все життя // Буковинський журнал. — 2014. — № 4 (94). — С. 141—146.
- Пастух Т. Про початковий текст Миколи Ільницького [Про першу збірку літературно-критичних статей «Барви і тони поетичного слова». Київ, 1967] // Слово і Час. — 2019. — № 11. — С. 72-78.
- Пастух Т. Я відчував потребу самореалізації… // Микола Ільницький: біобібліографічний покажчик (2005—2020) / Укладачі: Луїза Ільницька, Мар'яна Литвин; Передмова Тараса Пастуха; Відп. ред. Ігор Соляр; Інститут українознавства ім. І. Крип'якевича НАН України. — Львів, 2021. — С. 7-17.

### Есеї
- Данило Ільницький. Гірське джерело: есей благодарности // Zbruč. 06.12.2024

### Бібліографічні покажчики
- Микола Ільницький: бібліогр. покажчик / АН УРСР, Львів. наук. б-ка ім. В. Стефаника; [уклад. Л. І. Бабич; передм. Р. М. Лубківського; відп. ред. Є. М. Стасюк]. — Львів, 1984. — 76 с.
- Микола Ільницький: біобібліогр. покажчик / Львівський нац. ун-т імені Івана Франка, Наукова бібліотека; уклад. Луїза Ільницька; наук ред. та авт. передм. «Поліфонія критичного слова» Василь Будний. — Львів, 2004. — 253 с. — («Українська біобібліографія». Нова серія; Чис. 16. Біобібліографія вчених університету). [Архівовано 3 березня 2014 у Wayback Machine.]
  - Будний В. Поліфонія критичного слова. — С. 5-25.[недоступне посилання з травня 2019]
- Ільницька Л. Покажчик праць Миколи Ільницького та літератури про вченого (2004—2009 рр.) // Микола Ільницький / Упорядкування Василя Будного. — Львів: Львівський національний університет імені Івана Франка, 2011. — С. 514—560. — (Серія «Слово про вченого» ; Вип. 2).
- Микола Ільницький: біобібліографічний покажчик (2005—2020) / Укладачі: Луїза Ільницька, Мар'яна Литвин; Передмова Тараса Пастуха; Відп. ред. Ігор Соляр; Інститут українознавства ім. І. Крип'якевича НАН України. — Львів, 2021. — 222 с., 16 с. іл.

## Премії, відзнаки, почесні звання
- Лауреат Республіканської премії ім. О. І. Білецького в галузі літературно-художньої критики (1983);
- Лауреат Всесоюзної премії в галузі літературно-художньої критики (1985);
- Дійсний член Наукового товариства імені Шевченка (1989);
- Лауреат Всеукраїнської літературно-мистецької премії імені братів Богдана та Левка Лепких (1995);
- Лауреат Премії імені Івана Франка НАН України (1996);
- Лауреат Міжнародної премії імені Богдана-Нестора Лепкого (2002).
- Член-кореспондент НАН України (2003);
- Нагороджений відзнакою Президії НАН України «За наукові досягнення» (2009);
- Нагороджений знаком Міністерства освіти і науки України «Петро Могила» (2009);
- Нагороджений відзнакою НАН України «За підготовку наукової зміни» (2011);
- Doctor Honoris Causa Дрогобицького державного педагогічного університету імені Івана Франка (2014).
- Присвоєно звання «Заслужений діяч науки і техніки України» (2016);
- Заслужений професор Львівського університету (2019)[4].
- Нагороджений медаллю Національної Спілки письменників «Почесна відзнака» (2019);
- Лауреат VI Літературної премії імені Романа Гамади (2022).

## Сім'я
- Дружина Луїза Ільницька (до шлюбу Бабич; *1939) — бібліографка, бібліографознавиця, книгознавиця, дійсний член Наукового товариства імені Шевченка, завідувачка відділу наукової бібліографії Львівської національної наукової бібліотеки України імені Василя Стефаника.
- Син Ярослав Ільницький (*1963) — вчений-фізик, музикант, поет, перекладач. Доктор фізико-математичних наук, професор, завідувач відділу комп'ютерного моделювання багаточастинкових систем Інституту фізики конденсованих систем НАН України (м. Львів). Учасник численних музичних проєктів, зокрема «Львівські менестрелі» та «Riasni Drova Consort».
- Донька Мар'яна Комариця (*1967) — літературознавиця, поетеса. Доктор філологічних наук, старша наукова співробітниця, завідувачка відділу наукових досліджень української періодики Науково-дослідного інституту пресознавства Львівської національної наукової бібліотеки України імені Василя Стефаника.